# Leiteira

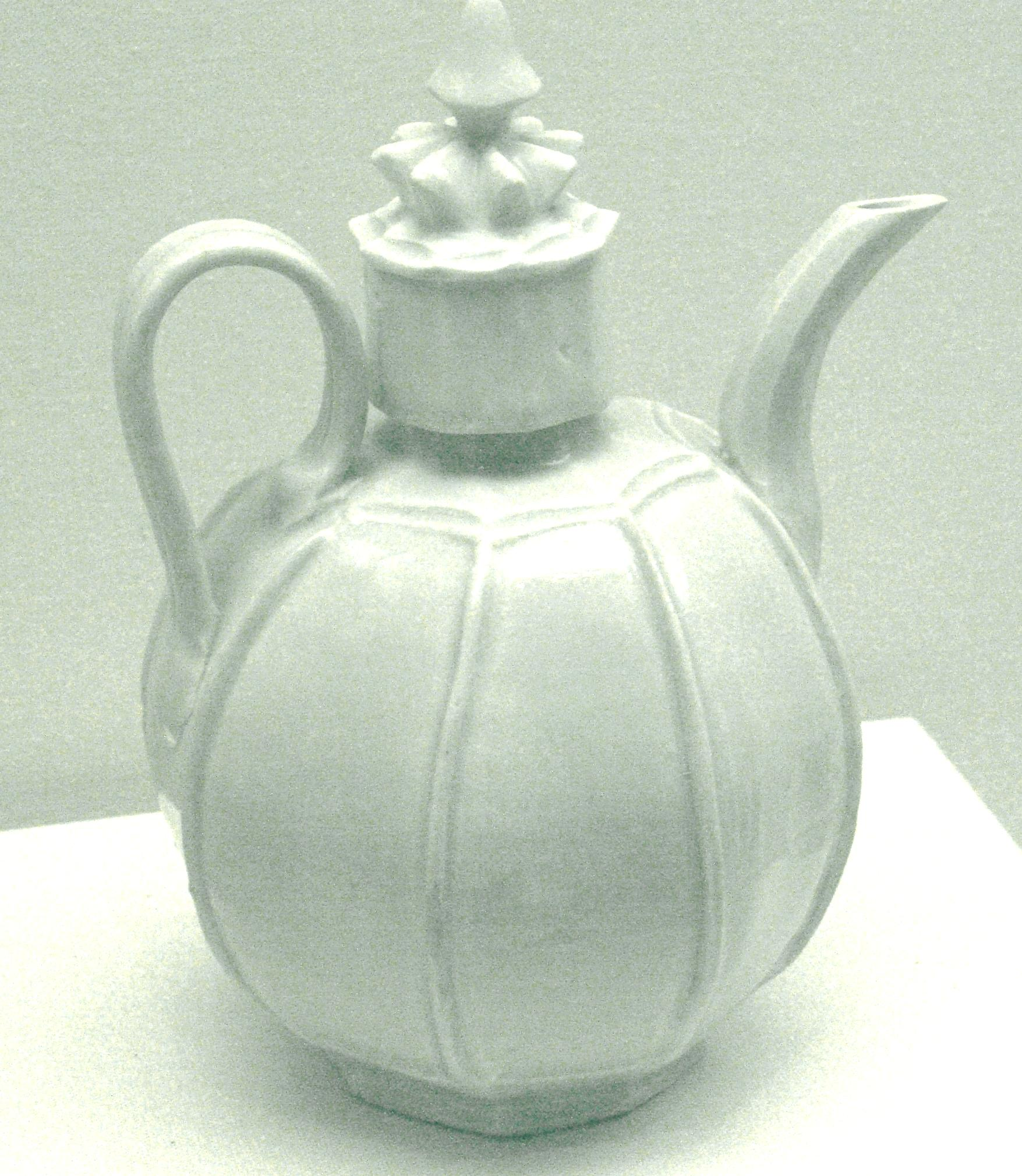
Uma leiteira.

Leiteira é uma espécie de jarra ou vaso, parecida com um bule, própria para servir leite. É geralmente feita de porcelana ou cerâmica.